# مبارك الحريص
مبارك سالم مبارك ناصر الحريص (28 فبراير 1964 - )؛ وزير ونائب سابق في مجلس الأمة الكويتي.

## سيرته
وُلد مبارك الحريص في الكويت عام 1964 وهو من عائلة الحريص التي ترجع إلى قبيلة العوازم، حاصل على شهادة ليسانس حقوق من جامعة الكويت، شارك في انتخابات مجلس الأمة الكويتي 2013 في الدائرة الأولى، وحصل على المركز السادس بعدد أصوات 3,209 صوت وفاز بالانتخابات، كما شارك في انتخابات مجلس الأمة الكويتي 2016 في الدائرة الأولى، وحصل على المركز السابع بعدد أصوات 2,444 صوت وفاز بالانتخابات. وفي نهاية مجلس الأمة الكويتي 2016 أعلن مبارك الحريص بأنهُ لن يخوض انتخابات مجلس الأمة الكويتي 2020. شارك في انتخابات مجلس الأمة الكويتي 2022 عن الدائرة الأولى وحصل على المركز الثالث والعشرون برصيد 492 صوت وخسر الانتخابات.

## مناصبه الرسمية
- عضو مجلس إدارة جمعية المحامين.
- أمين صندوق جمعية المحامين.
- باحث قانوني في مكتب محافظ البنك المركزي.
- محامي (أ) بالفتوى والتشريع.
- محامي أمام محكمة التمييز والدستورية.
- رئيس لجنة تطوير التشريعات في إدارة الفتوى.
- رئيس لجنة صياغة قوانين التأمين التكافلي.
- عضو مجلس الأمة 2013، 2016.
- وزير الدولة لشؤون الخدمات وشؤون مجلس الأمة.

## أبرز مواقفه في مجلس الأمة

### مجلس الأمة 2013
| الكتلة البرلمانية                 | مرشح قبلي |
| شطب محاور الاستجواب (2013)        | موافق     |
| شطب استجواب جابر المبارك (2014)   | غير موجود |
| قانون الجرائم الإلكترونية (2015)  | موافق     |
| تحويل جلسة الشريط إلى سرية (2014) | موافق     |
| منع المسيئين (2016)               | غير موجود |

### مجلس الأمة 2016
| استجواب الوزيرة هند الصبيح (يناير 2018)                  | ضد الاستجواب |
| استجواب الوزير بخيت الرشيدي (2018)                       | ضد الاستجواب |
| استجواب الوزيرة هند الصبيح (مايو 2018)                   | ضد الاستجواب |
| استجواب الوزير خالد الروضان (2019)                       | ضد الاستجواب |
| استجواب الوزير محمد الجبري (2019)                        | ضد الاستجواب |
| استجواب الوزير نايف الحجرف (2019)                        | ضد الاستجواب |
| تصويت فتح باب ما يستجد من أعمال (تعديل النظام الانتخابي) | غير موافق    |